# College of William & Mary
The College of William & Mary in Virginia (The College, William & Mary, W&M) är ett delstatligt forskningsuniversitet i Williamsburg i Virginia och är USA:s näst äldsta institution för högre utbildning efter Harvard University. William & Mary grundades år 1693 av de engelska monarkerna Vilhelm III och Maria II; bland alumner kan nämnas presidenterna Thomas Jefferson, James Monroe och John Tyler. Jurist- och läkarutbildningarna inleddes år 1779. W&M har sedan dess betraktats som universitet men institutionens namn har inte ändrats.

## Historik

### Koloniala perioden: 1693–1776

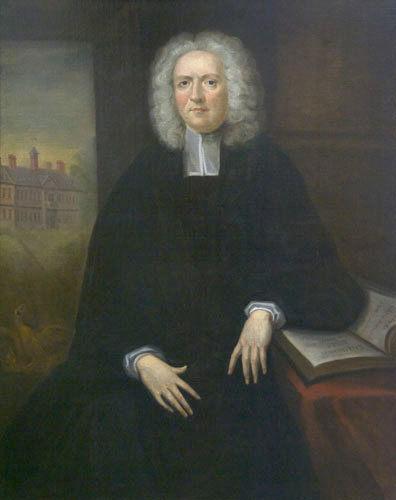
James Blair (Virginia), grundare av College of William & Mary.

Ledarna för Virginia Colony hade tidigt en vision om en institution för högre utbildning där såväl indianer (ursprungsbefolkningen) som söner och döttrar av de europeiska kolonisatörerna kunde utbilda sig. Detta ledde till att ett college grundades den 8 februari 1693 under ett kungligt charter (juridiskt "letter patent")